# Cracolândia
Cracolândia és la denominació popular d'un barri de la ciutat de São Paulo, notori per l'alta incidència de narcotràfic i ús de fàrmacs en públic. És localitzat a la zona central de la ciutat, a prop de l'Estació da Luz.

## Història recent
Des de 2005, l'ajuntament ha tancat els bars i els hotels associats amb el narcotràfic i la prostitució, va desplaçar els sensesostre, i va incrementar la presència policial amb l'intent de reduir el narcotràfic a Cracolândia. Centenars de construccions van ser catalogades d'utilitat pública en una àrea de 1,1 milions de peus quadrats i van ser expropriats. L'objectiu del projecte era augmentar l'atractiu del barri a negocis privats.
El 2007, l'ajuntament de São Paulo va llançar un programa anomenat Nova Luz (referint-se a la zona més amplia al voltant de l'Estació da Luz) per tal de promoure el canvi a la zona. Entre les mesures proposades, desgravacions fiscals, especialment sobre impostos immobles, per estimular la renovació de façades d'edificis, que generalment no tenien manteniment.
Crítics amb aquest programa, tanmateix, el va reclamar que tinguessin una base en moviments d'higiene social, destacant que les renovacions en edificis, parcs, i carrers no anaven acompanyades d'assistència cap als grups vulnerables que vivien o treballaven en el barri, que van ser expulsats. Els sensesostre van ser desplaçats, els que recollien escombraries van ser amenaçats, i usuaris i dependents de cocaïna es van quedar sense un lloc per reunir-se, i van acabar vagant per barris propers.